# Stackpole and Castlemartin
Stackpole and Castlemartin (en anglais) ou Y Stagbwll a Chastellmartin (en gallois) est une communauté du Pembrokeshire, au pays de Galles.

## Géographie
Stackpole and Castlemartin est située dans le sud-ouest du Pembrokeshire, à 6 km au sud de la ville de Pembroke, dans le parc national côtier du Pembrokeshire. Le chef-lieu du comté, Haverfordwest, se trouve à une vingtaine de kilomètres au nord.
Comme son nom l'indique, la communauté se compose des villages de Stackpole / Y Stagbwll et Castlemartin / Chastellmartin. Elle comprend aussi les villages et hameaux de Bosherston / Llanfihangel-clogwyn-gofan (en), Warren (en) et St Twynnells (cy).
Une partie du territoire de la communauté est occupée par la Castlemartin Training Area (en), une zone d'entraînement de la British Army.

## Histoire
La communauté de Stackpole and Castlemartin voit le jour en 2011 par fusion des anciennes communautés de Stackpole et Castlemartin en vertu du Pembrokeshire (Communities) Order 2011 voté par l'Assemblée nationale du pays de Galles.

## Politique
Pour les élections locales, Stackpole and Castlemartin forme avec les communautés de Hundleton et Angle le ward (district électoral) de Hundleton, qui élit un des 60 membres du conseil de comté du Pembrokeshire (en). Lors des élections locales de 2022, ce siège est remporté par l'indépendant Steve Alderman.
Pour les élections à la Chambre des communes, Stackpole and Castlemartin appartient à la circonscription de Mid and South Pembrokeshire depuis les élections générales de 2024.
Pour les élections au Parlement gallois, Stackpole and Castlemartin est rattachée à la circonscription de Carmarthen West and South Pembrokeshire.

## Démographie
Au recensement de 2011, la communauté de Stackpole and Castlemartin comptait 632 habitants.

## Culture locale et patrimoine
La communauté de Stackpole and Castlemartin comprend plus de 70 monuments classés, dont trois de grade I, accordé aux « édifices d'un intérêt exceptionnel » : l'église Saint-Elidyr de Stackpole (en), l'église Saint-Michel de Castlemartin (en) et la chapelle de saint Govan, sur un promontoire au sud de Bosherston.

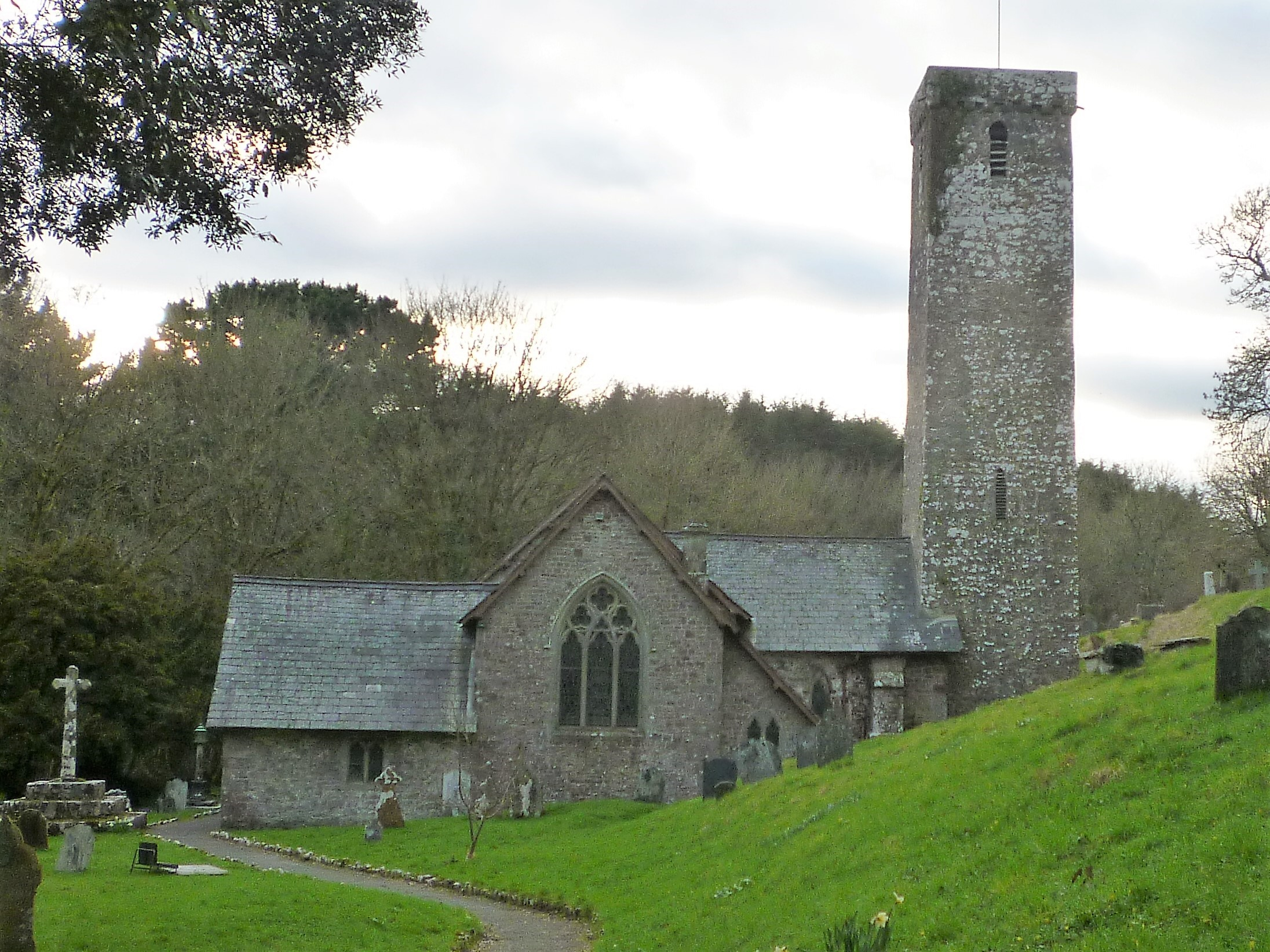
L'église Saint-Elidyr de Stackpole (en).
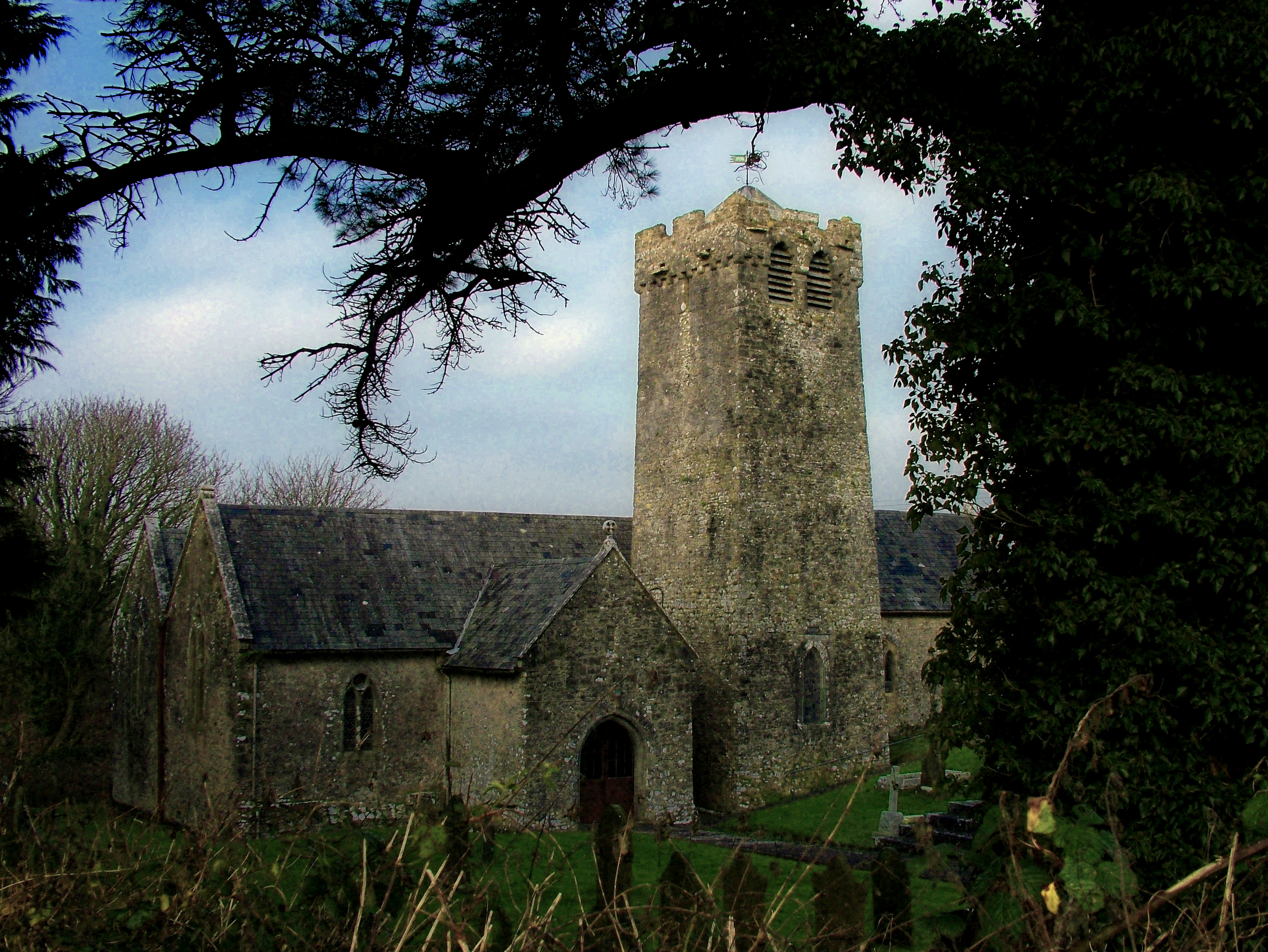
L'église Saint-Michel de Castlemartin (en)
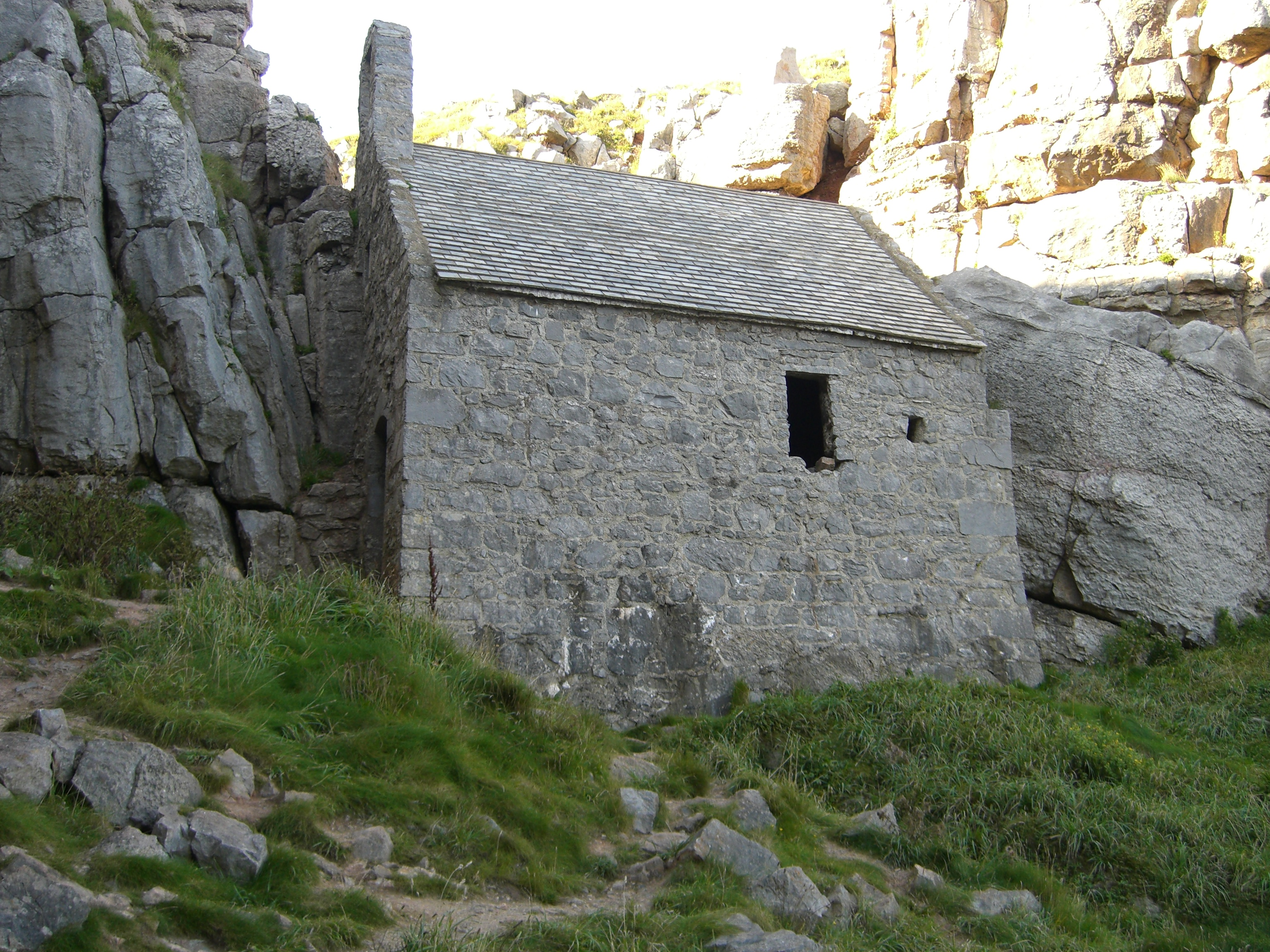
La chapelle de saint Govan.